# 생물지구화학
생물지구화학은 일정한 지역에 분포하는 생물과 그 지역의 흙 속에 포함되어 있는 화학 물질의 관계를 연구하는 학문. 지구 화학의 한 분야이다. 생물(生物)과 광물환경 간의 상호작용에 관해 연구하는 학문. 생물체가 암석의 풍화에 미치는 영향이나 생체내의 원소 농축 등을 연구한다. 생태계에서 일어나는 에너지와 물질의 분포 및 순환을 연구하는 생태학의 일 분야이다.

## 같이 보기
- 산성비
- 탄소흡수원
- 농림토양학
- 지구화학